# Karl Hartmann (Maler, 1861)
Karl Ludwig Georg Wilhelm Hartmann (* 15. Juli 1861 in Heilbronn; † 21. Juli 1927 in München) war ein deutscher Maler. Er war zunächst in seiner Geburtsstadt Heilbronn im Baufach tätig, wechselte aber bald aus gesundheitlichen Gründen zur Malerei, die er ab 1881 in Stuttgart studierte und ab 1888 in München ausübte.

## Leben
Karl Hartmann war der Sohn des Heilbronner Schmiedmeisters Wilhelm Hartmann und der Pauline geb. Oberst. Ein Bruder des Vaters war der Dekorationsmaler Heinrich Hartmann in Heilbronn. Karl Hartmann besuchte die Realschule in Heilbronn und begann danach 1876 eine Lehre im Baufach bei Werkmeister Kies, wo er am Bau des Alten Harmoniegebäudes mitwirkte. Im Winter 1876/77 besuchte er die Fortbildungsschule, wo Architekt Hamann das geschichtliche Interesse des Schülers weckte, der daraufhin auch Kirchen, Ruinen, Straßenbilder usw. in seinem Skizzenbuch festhielt. Im Winter 1877/78 besuchte Hartmann die Baugewerkschule in Stuttgart beim späteren Baurat Rauscher, der zum langjährigen Freund wurde.
Zurück in Heilbronn wurde Hartmann Bauführer bei Werkmeister Kuhnle, musste seinen Bauberuf jedoch alsbald wegen eines Augenleidens aufgeben. Er arbeitete danach für kurze Zeit bei seinem Onkel, dem Dekorationsmaler Heinrich Hartmann, wo er jedoch bei den anspruchslosen Lackieraufträgen wenig Verwirklichung fand. Er wechselte in den Betrieb der Gebrüder Hoffmeister ebenfalls in Heilbronn, wo es auch künstlerisch anspruchsvolle Aufträge gab. Im Winter 1879/80 führte er seine Studien an der Kunstgewerbeschule nun bei Prof. Hans von Kolb fort, unter dem er auch im Sommer 1880 an der Restaurierung der Klosterkirche in Alpirsbach mitwirkte. Im Winter 1880/81 war er letztmals an der Kunstgewerbeschule, danach arbeitete er im Stuttgarter Betrieb der Gebrüder Kämmermer bei der künstlerischen Ausgestaltung der Landesgewerbeausstellung.
Von Herbst 1881 bis 1887 studierte er schließlich an der Königlichen Kunstschule Stuttgart bei Jakob Grünenwald, Alexander von Liezen-Mayer, Friedrich von Keller und Claudius Schraudolph. Während seiner Studienzeit in Stuttgart lebte er bei Verwandten, verbrachte die studienfreie Zeit jedoch stets wieder in seiner Heimatstadt Heilbronn, wo er mit Christian Landenberger und Gebhard Fugel 1885 die Ausmalung der Altdeutschen Bierstube besorgte.
1887 heiratete er seine Studienfreundin Olga Beggrow. Die Hochzeitsreise führte das Paar nach St. Petersburg, wo der Vater der Braut Professor für Musik am Konservatorium war. Nach Aufenthalten in Paris und an der Riviera zog das Paar 1888 nach  München. Von dort aus erfolgten vor allem in den Wintermonaten häufig Reisen nach Italien, während man in den Sommer und Herbstmonaten Naturstudien in der ländlichen Umgebung von München betrieb. Dort gehörte Hartmann der Künstlergesellschaft Allotria an.
Hartmann war als Landschafts-, Porträt- und Genremaler tätig, malte aber auch mythologische und religiöse Motive. Seine Werke hingen u. a. 1886–1888 in der Königlichen Akademie der Künste zu Berlin, ab 1889 im Münchner Glaspalast, ab den 1890er Jahren in Paris und Venedig sowie 1893–1912 auf der Großen Berliner Kunstausstellung.
Der Maler besaß selbst auch eine große Kunstsammlung, die er 1905 bei Hugo Helbing in München versteigern ließ.
Hartmann fand auf dem Münchner Nordfriedhof seine letzte Ruhe. Karl Hartmanns Tochter Ingeborg (1891–1965) wurde ebenfalls Malerin und heiratete den Bühnenbildner Leo Pasetti.

## Werke

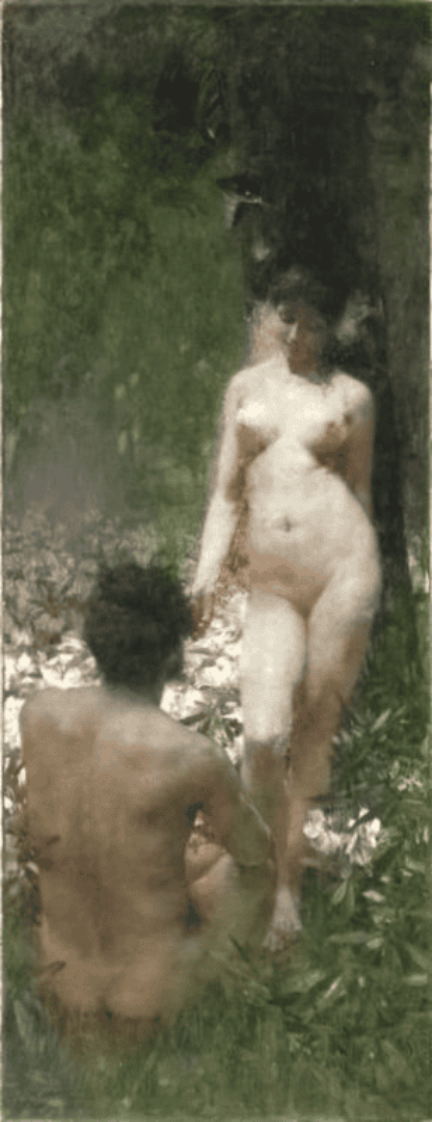
Adam und Eva, 1896
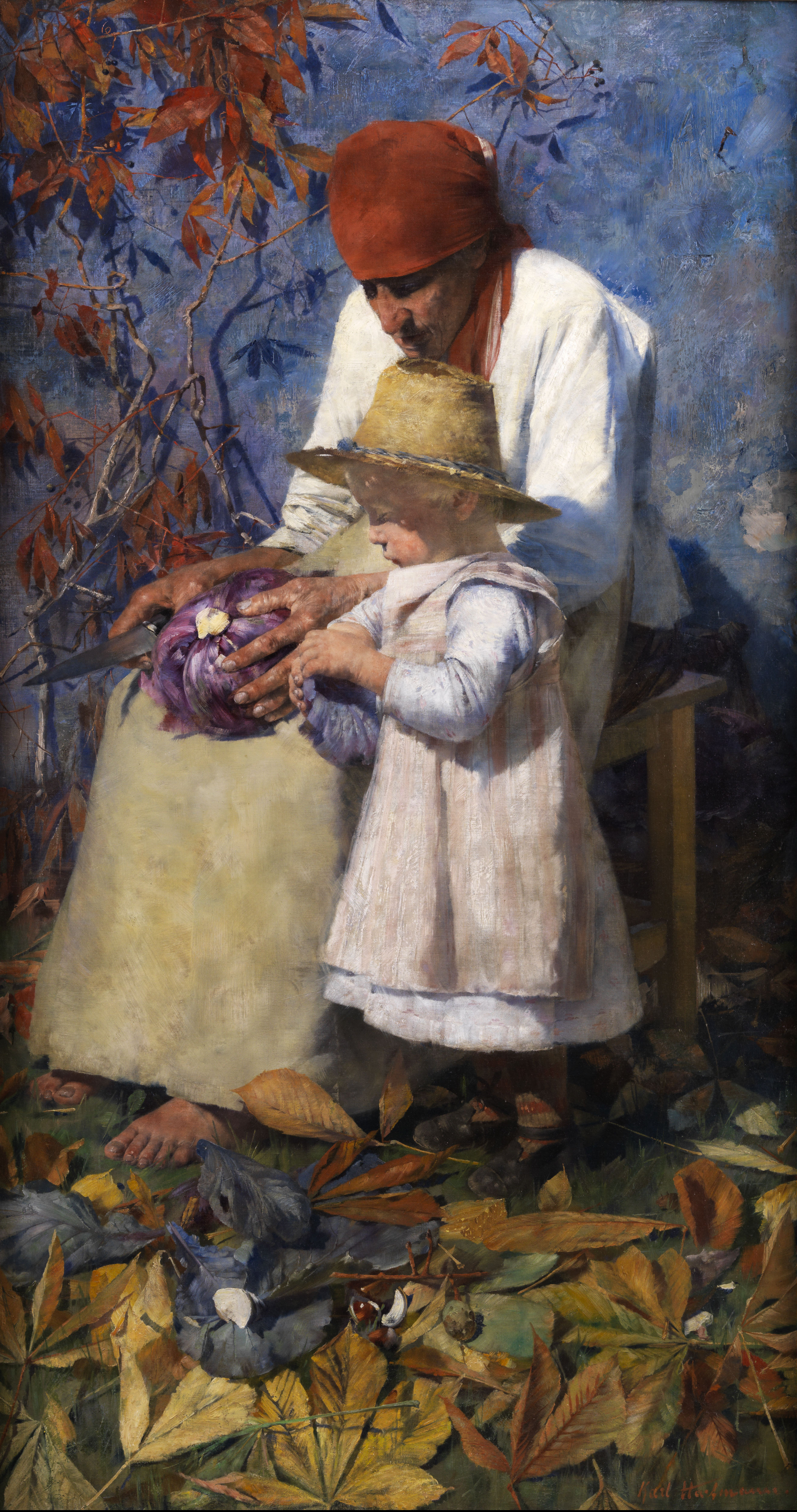
Herbstsonne, 1903